# Würzburger katholisches Sonntagsblatt
Das Würzburger katholische Sonntagsblatt ist das vierzehntäglich erscheinende Kirchenmagazin der Diözese Würzburg.

## Inhalte und Themen
Schwerpunkt der Berichterstattung ist das kirchliche Leben in der Diözese Würzburg, die flächenmäßig fast deckungsgleich ist mit dem Regierungsbezirk Unterfranken. Daneben bietet das Magazin Informationen – vor allem Hintergrundberichte und ergänzende Beiträge zur Berichterstattung der tagesaktuellen Medien – aus der Kirche in Deutschland und der Weltkirche. Ergänzt wird dieses Informationsangebot durch Artikel über Glaubensfragen, Positionen zu aktuellen gesellschaftspolitischen und kirchlichen Themen. Natürlich bietet das Sonntagsblatt auch Raum für den Meinungsaustausch der Leser. Kurzweile und Unterhaltung kommen selbstverständlich ebenfalls nicht zu kurz.

## Geschichte
Das Würzburger katholische Sonntagsblatt erscheint seit dem Jahr 1850. Damit ist es nach dem „Pilger“ in Speyer (gegründet 1848) die zweitälteste noch bestehende Kirchenzeitung in Deutschland.

### Zeit des Umbruchs
Die Gründung des Sonntagsblatts fällt in eine Zeit des Umbruchs: Durch die Säkularisation von 1803 ging die Verbindung von geistlicher und weltlicher Macht in der Hand der Fürstbischöfe unter. Das Hochstift Würzburg als geistlicher Staat wurde aufgelöst, das Bistum blieb allerdings bestehen. Bereits 20 Jahre später, an Ostern 1822, gründet der aus Nordheim vor der Rhön stammende Priester Franz Georg Benkert eine erste katholische Publikation in Würzburg, den „Religionsfreund für Katholiken“. Benkert war ab 1821 Subregens, ab 1832 Regens des Würzburger Priesterseminars. In dieser Stellung wurde er eines der aktivsten Organe zur Wiedererweckung und Pflege des katholischen Lebens in Deutschland durch sein Wirken auf die kirchliche Haltung des jüngeren Clerus, dem er in dieser Beziehung die Schriften der Jesuiten als mustergültig empfahl. 1835 benannte er die Zeitschrift in „Allgemeiner Religions- und Kirchenfreund“ um. In der Zeitschrift orientierte sich Benkert an der Zeitschrift „Der Katholik“, die der spätere Bischof von Straßburg, Andreas Räß, und der spätere Bischof von Speyer, Nikolaus von Weis, 1821 in Mainz gegründet hatten. Bis 1836 war Benkert Alleinredakteur, 1838 übernahmen der Religionslehrer Georg Joseph Saffenreuter und Domkaplan Franz Xaver Himmelstein. 1847 wurde das Blatt offenbar eingestellt. Von 1829 bis 1837 gab es zudem die „Aschaffenburger Katholische Kirchenzeitung“. Gründer und Chefredakteur war der katholisch-monarchistische Publizist Johann Baptist von Pfeilschifter. Abgelöst wurde die „Aschaffenburger Katholische Kirchenzeitung“ durch den „Herold des Glaubens“, der allerdings auch nur bis 1843 erscheint.

### Revolutionsjahr 1848
Stürmisch ging es im Revolutionsjahr 1848 in ganz Deutschland zu, auch in der katholischen Kirche: Knapp 50 Jahre nach der Säkularisation fand im Oktober 1848 die erste Generalversammlung der Katholischen Vereine Deutschlands in Mainz statt. Sie gilt als erster deutscher Katholikentag. Vom 22. Oktober bis zum 26. November 1848 tagten die deutschen Bischöfe erstmals in der deutschen Kirchengeschichte als „Versammlung der deutschen Bischöfe“ in Würzburg. Anlass waren damals die politischen Umwälzungen, die Revolutionen von 1830 und 1848, die Paulskirchenbeschlüsse in Frankfurt am Main sowie die sich zunehmend gründenden kirchlichen Laienvereine. Würzburger Bischof war damals Georg Anton von Stahl. Um die Bedeutung der katholischen Kirche in der Gesellschaft zu stärken, regten Geistliche in ganz Deutschland die Gründung von regionalen Kirchenzeitungen an.

### Gründungszeit

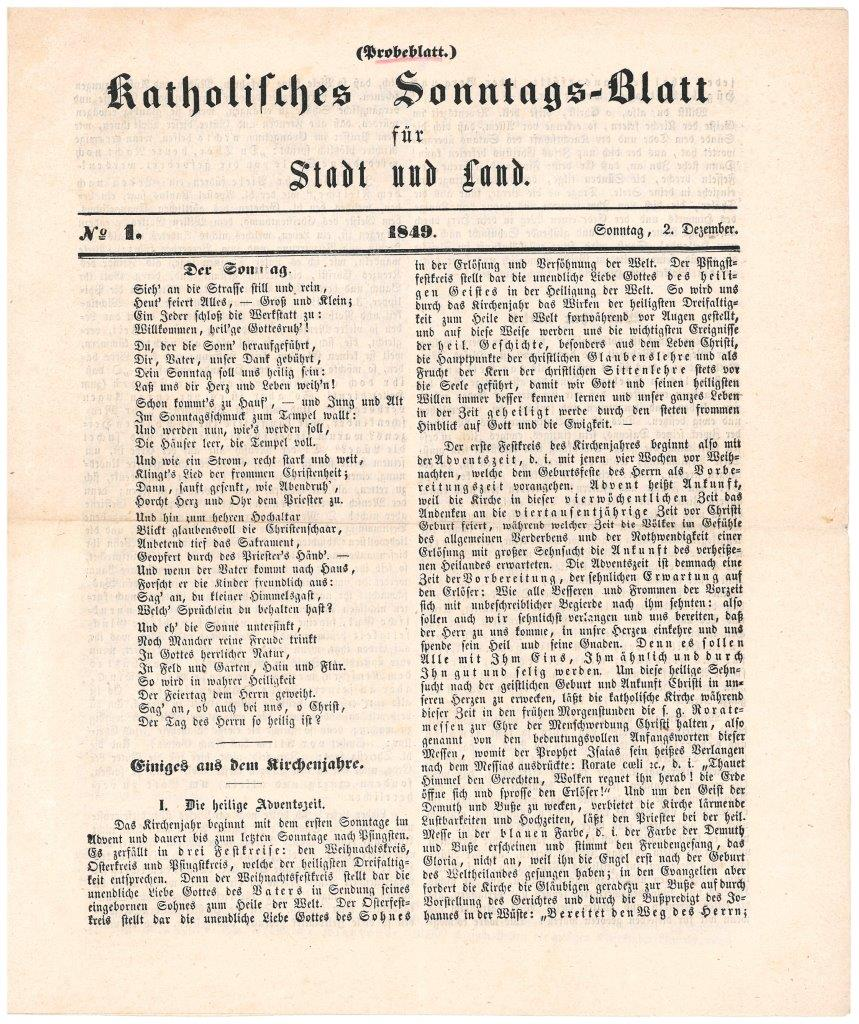
Probeblatt des „Katholischen Sonntags-Blatts für Stadt und Land“ (1849)

Von diesen Aufrufen ließ sich der Priester Johann Baptist Geiger inspirieren. Geiger wurde 1817 in Aschaffenburg geboren, 1844 weihte ihn Bischof Stahl zum Priester. Er war Lehrer an den Lateinschulen in Neustadt an der Saale und Hammelburg, danach „Studienlehramts- und Benefiziumsverweser“ in Haßfurt. Am 2. Dezember 1849 brachte er eine so genannte Nullnummer, also einen Vorgeschmack auf das „Katholische Sonntags-Blatt für Stadt und Land“ heraus. Darin kündigte er ein vierseitiges Wochenblatt mit frommen Gedichten, Betrachtungen zum Sonntag und zu Kirchenfesten, Artikeln zu Glaubens- und Sittenfragen, Erzählungen und kirchlichen Nachrichten aus dem In- und Ausland an.

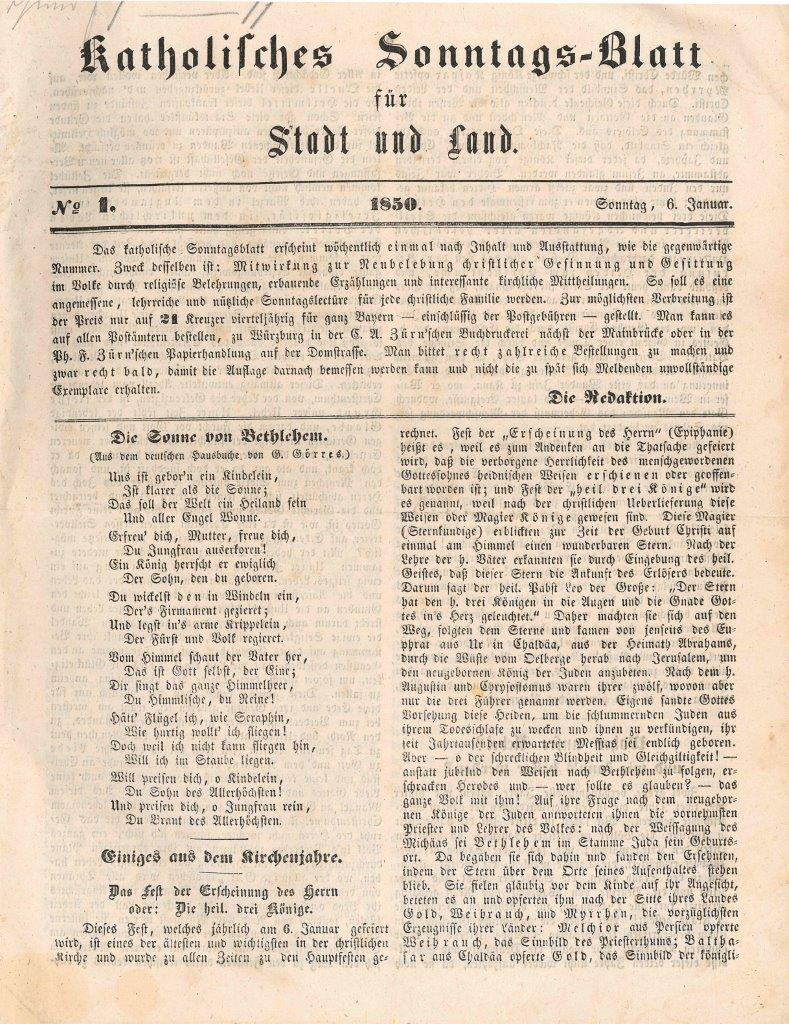
Erstes reguläres Heft des „Katholischen Sonntags-Blatts für Stadt und Land“ (1850)

Wie angekündigt, erschien am 6. Januar 1850 das erste reguläre Heft. Auf der Titelseite des „Katholischen Sonntagsblatts für Stadt und Land“ hieß es: „Zweck desselben ist: Mitwirkung zur Neubelebung christlicher Gesinnung und Gesittung im Volke durch religiöse Belehrungen, erbauende Erzählungen und interessante kirchliche Mittheilungen. So soll es eine angemessene, lehrreiche und nützliche Sonntagslektüre für jede christliche Familie werden.“ Der Preis betrug 21 Kreuzer vierteljährlich. In der Rubrik „Prophezeiungen“ hieß es: „Das Jahr 1850 wird wieder sehr fruchtbar sein an menschlichem Unverstand und vielfacher Thorheit, obschon es die Menschen nicht einsehen wollen; und von Hohen und Niederen werden so viele dumme Streiche gemacht werden, dass, hätte man für jeden einen Silbergroschen, man den Dom zu Cöln fertig bauen könnte.“
Inhaltlich arbeitete Priester und Redakteur Johann Baptist Geiger eng mit dem 1848 gegründeten „Christlichen Pilger“ in Speyer zusammen. Geiger kam immer wieder in Konflikt mit staatlichen Autoritäten. Zu Kiliani 1853 wurde sogar eine Ausgabe beschlagnahmt. 1854 wechselte Geiger nach Aschaffenburg und verlegte auch den Druck des Sonntagsblatts von der Würzburger Druckerei C.A. Zürn zur Druckerei Hembt nach Aschaffenburg. 1855 verließ Geiger die Diözese Würzburg, um in Altötting dem Redemptoristen-Orden beizutreten.

### Redaktion unter Pfarrer Hofmann
1855 übernahm Pfarrer Franz Jakob Hofmann die Redaktion des Sonntagsblatts und verlagerte den Druck zurück nach Würzburg zur Firma Michael Walz. Hofmann wurde 1818 in Bürgstadt bei Miltenberg geboren, ab 1862 war er Seelsorger in Güntersleben. Dreißig unruhige Jahre lang leitete er das Sonntagsblatt. In diese Zeit fiel unter anderem der Krieg von 1866, den das protestantisch geprägte Preußen gewann. Nach dem ersten Treffen der Bischöfe 1848 in Würzburg fand die erste als solche bezeichnete Bischofskonferenz in Fulda 1867 statt. Dabei wurden verstärkt katholische Tageszeitungen gefordert. Theologe Johann Baptist Stamminger aus Zell am Main gründete daraufhin im Juni 1868 in Würzburg das „Fränkische Volksblatt“ als katholische Tageszeitung und damit starke Konkurrenz für das Sonntagsblatt.
Um die Zensur zu umgehen, bevorzugte Hofmann vor allem erbauliche Erzählungen und Meditationen, politische Fragen wurden nur gestreift. In seinem Nachruf im Jahr 1893 heißt es, dass er jeden Mittwoch zwei Stunden von Güntersleben nach Würzburg lief, das Sonntagsblatt schrieb und nachts wieder nach Hause lief. „Auf dem Weg betete er sein Brevier“, steht in dem Bericht. Die Auflage schwankte in den ersten Jahrzehnten zwischen mehr als 1000 und unter 500.

### Sonntagsblatt nach Pfarrer Hofmann
1887 übernahm Johann Erk, Rektor an der Marienkapelle Würzburg, die Redaktion von Hofmann. 1892 wurde der Titel in „Würzburger Katholisches Sonntagsblatt für Stadt und Land“ geändert, also die Bischofsstadt in Unterfranken explizit erwähnt. Im Jahr 1900 zog die Redaktion vom Burkardushof in die neu gegründete Fränkische Gesellschaftsdruckerei an der Juliuspromenade (Echterhaus) um. Dort blieb sie bis zum Umzug ins Medienhaus der Diözese Würzburg am Kardinal-Döpfner-Platz im Jahr 2008.

### Entwicklung im 20. Jahrhundert

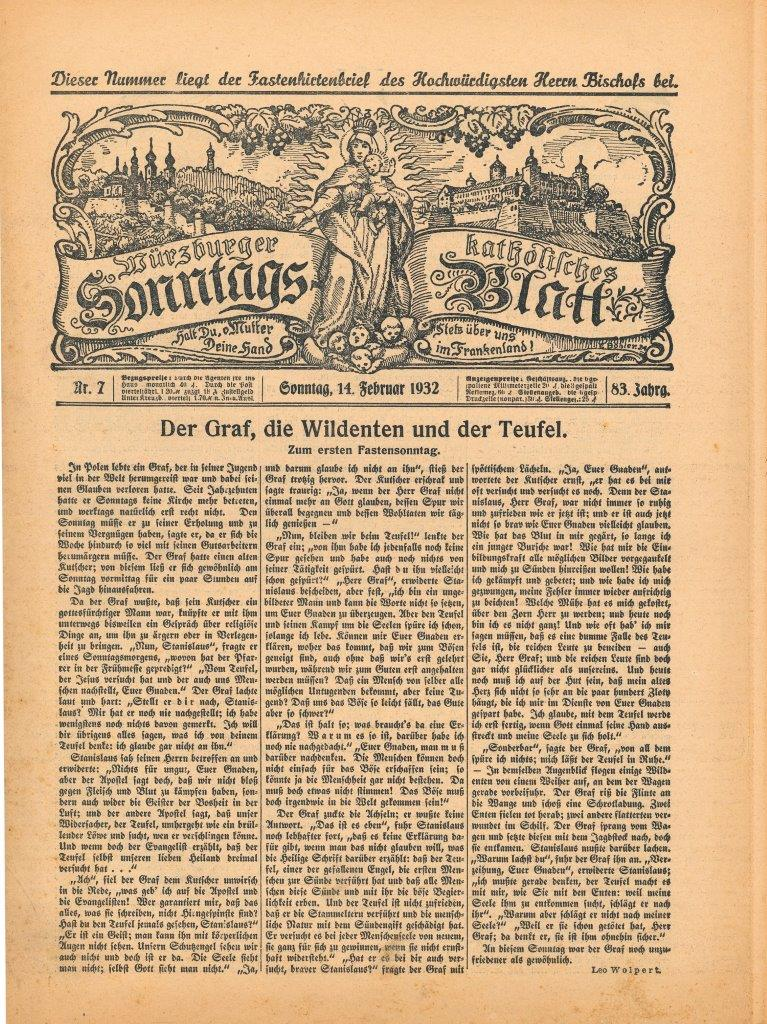
„Würzburger katholisches Sonntags-Blatt“ (1932)

Um das Sonntagsblatt auch wirtschaftlich sicherer aufzustellen, entwickelte sich eine Zusammenarbeit mit den neu gegründeten Arbeiter- und Bauernvereinen. 1906 übernahm der Diözesanverband der Katholischen Arbeiter- und Arbeiterinnenvereine sogar das Sonntagsblatt als Eigentümer. Schriftleiter Leo Wolpert konnte ab 1912 die Auflage steigern bis auf 45.000. Im Ersten Weltkrieg wurden zeitweise mehr als 20.000 Exemplare über die Pfarrämter den Soldaten ins Feld geschickt. Wolpert stand 30 Jahre lang an der Spitze des Sonntagsblatts und erhielt den Beinamen „der Press-Priester“. Nach der Machtübernahme der Nationalsozialisten im Januar 1933 und mehreren Ermahnungen der Redaktion wurde das Eigentum am Sonntagsblatt sicherheitshalber im September 1933 dem Domkapitel übertragen. Im April 1938 wurde zudem der Titel in „Würzburger Bistumsblatt“ geändert. Trotz oder wegen der Repressalien durch die Nationalsozialisten erreichte die Zeitung unter Bischof Matthias Ehrenfried eine Auflage von 70.000. Die Kriegswirtschaft setzte dem ein jähes Ende: Am 25. Mai 1941 erschien die vorerst letzte Ausgabe.

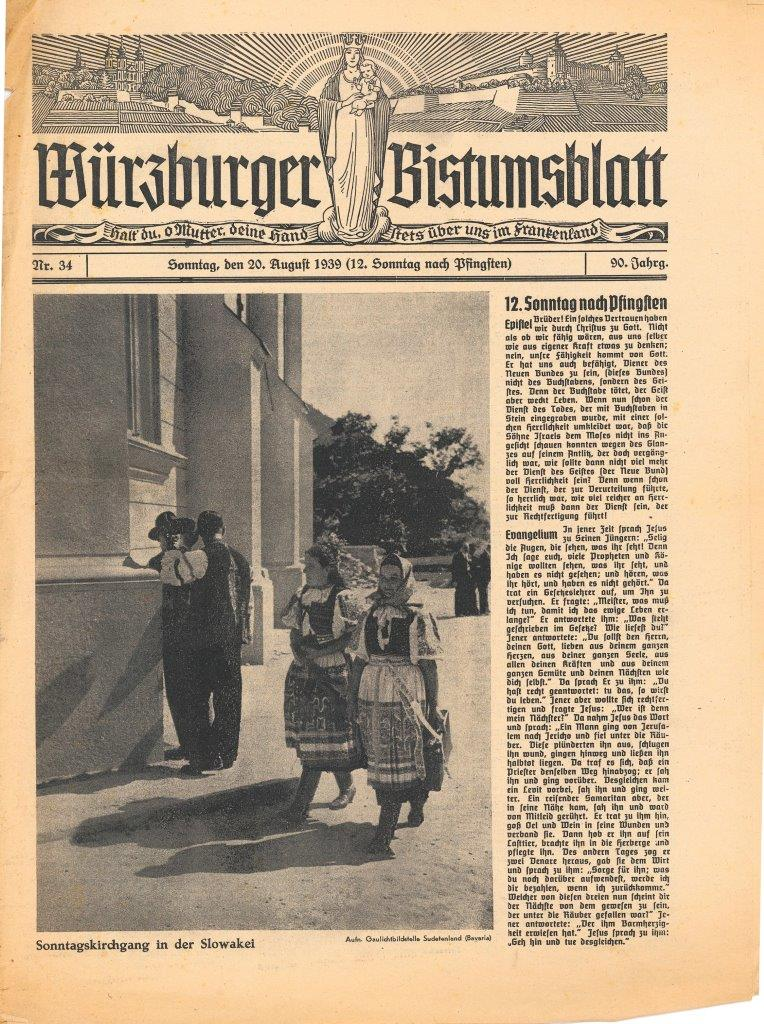
„Würzburger Bistumsblatt“ (1939)
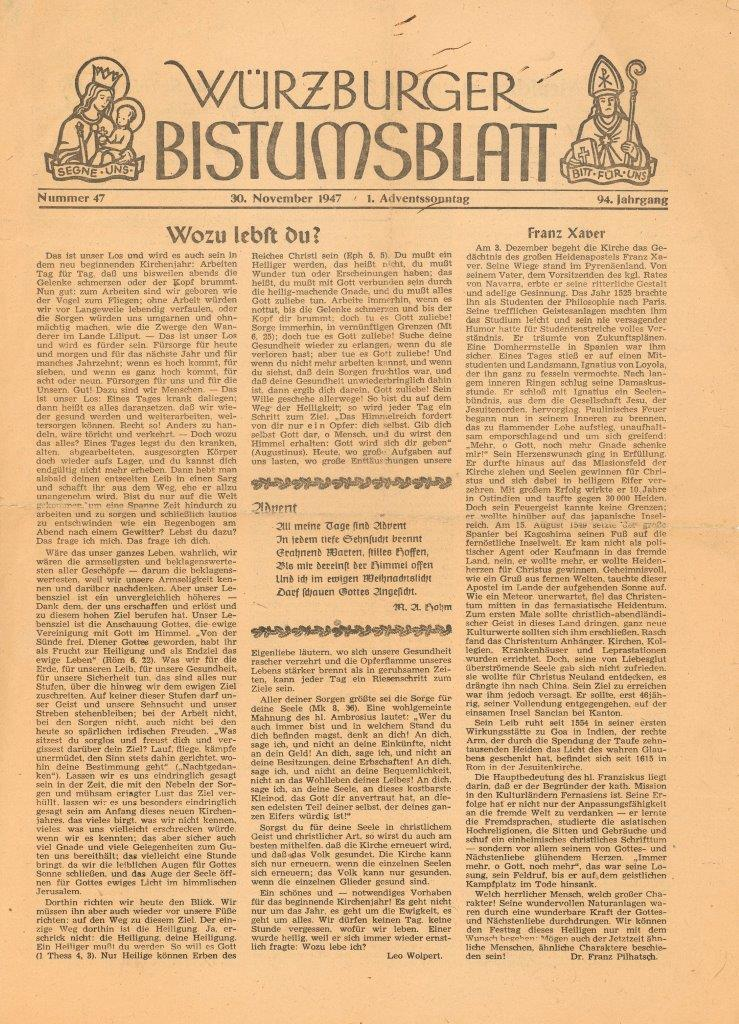
„Würzburger Bistumsblatt“ (1947)

### Neuerscheinung nach dem Zweiten Weltkrieg

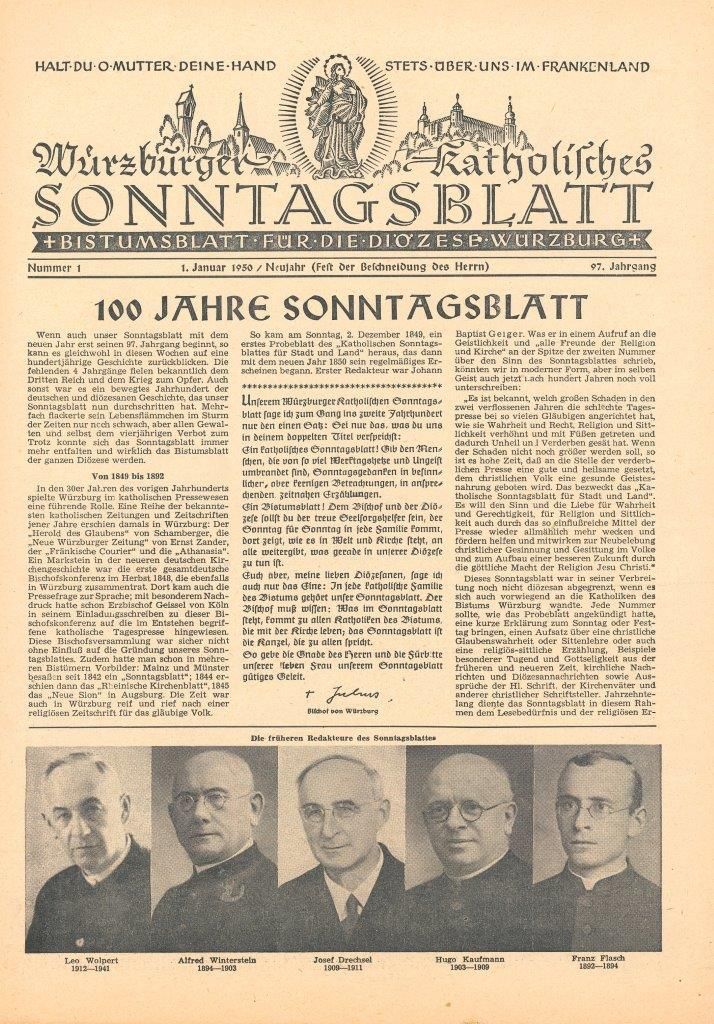
„Würzburger katholisches Sonntagsblatt“ zum 100-jährigen Bestehen (1950)

Fast genau fünf Jahre später, am 19. Mai 1946, durfte das Sonntagsblatt neu erscheinen. Bischof Ehrenfried beauftragt den jungen Domvikar Helmut Holzapfel mit der Leitung. Mit Unterstützung des neuen Bischofs Julius Döpfner erweiterte Holzapfel den Umfang kontinuierlich von vier auf 32 Seiten. „In jede katholische Familie unseres Bistums gehört unser Sonntagsblatt“, forderte Döpfner anlässlich des 100-jährigen Bestehens 1950. In den 1970er Jahren stieg die Auflage auf mehr als 90.000. Mit der Auflage wuchs auch das Team: Es kamen Redakteure, Anzeigenleiter und der Vertrieb mit mehr als 1000 Agenturen hinzu. Inhaltlich prägten das Zweite Vatikanische Konzil (1962 bis 1965) und die Würzburger Synode (1971 bis 1975) die Kirchenzeitung.

### Eingliederung in das Bischöfliche Ordinariat
1978 wurde das Sonntagsblatt ins Bischöfliche Ordinariat Würzburg eingegliedert. Als erster katholischer Laie übernimmt der gebürtige Bamberger Wilhelm Kirchner 1978 die Leitung des Sonntagsblatts. Nachfolger wurden 1989 der gebürtige Fuldaer Winfried Jestaedt und 1996 der gebürtige Nürnberger Diplom-Theologe Wolfgang Bullin. In Bullins Amtszeit fallen technische Neuerungen wie der Ganzseiten-Umbruch am Computer und die Umstellung auf Digital-Fotografie. Seit den 1990er Jahren wirken sich allerdings auch Kirchen- und Zeitungskrise immer stärker aus, die Auflage schwindet von Jahr zu Jahr. Zum 150-jährigen Bestehen im Jahr 2000 hatte das Sonntagsblatt noch eine Auflage von mehr als 50.000 Exemplaren. Im 4. Quartal 2024 waren es noch rund 13.000.

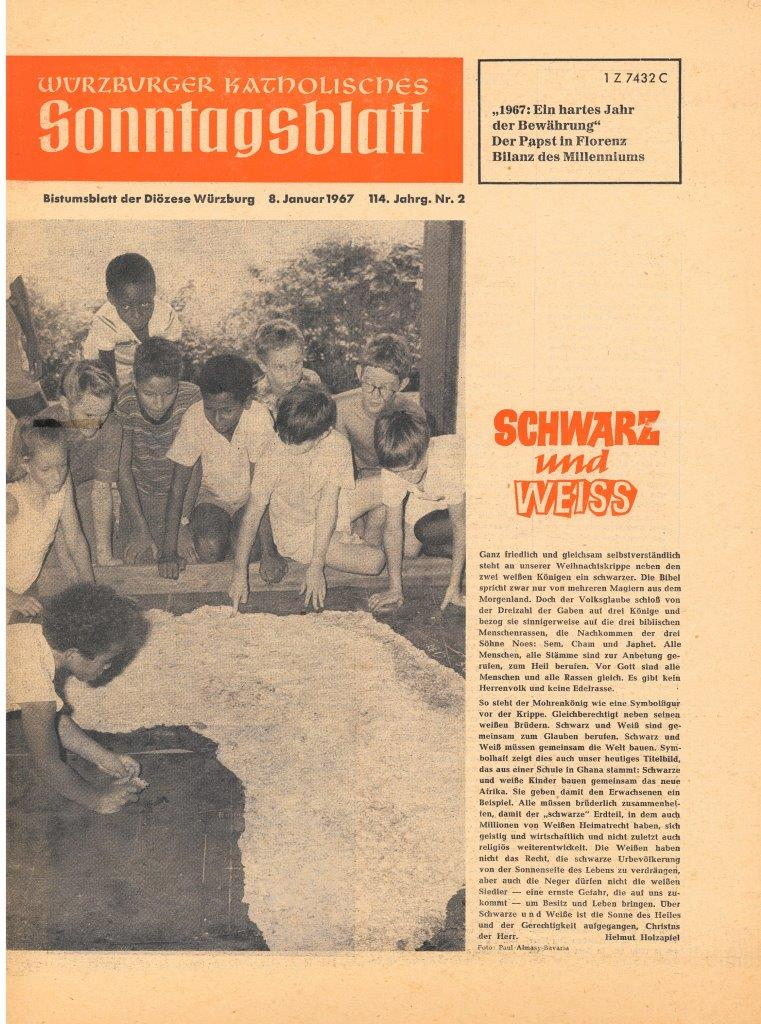
Ausgabe vom 8. Januar 1967
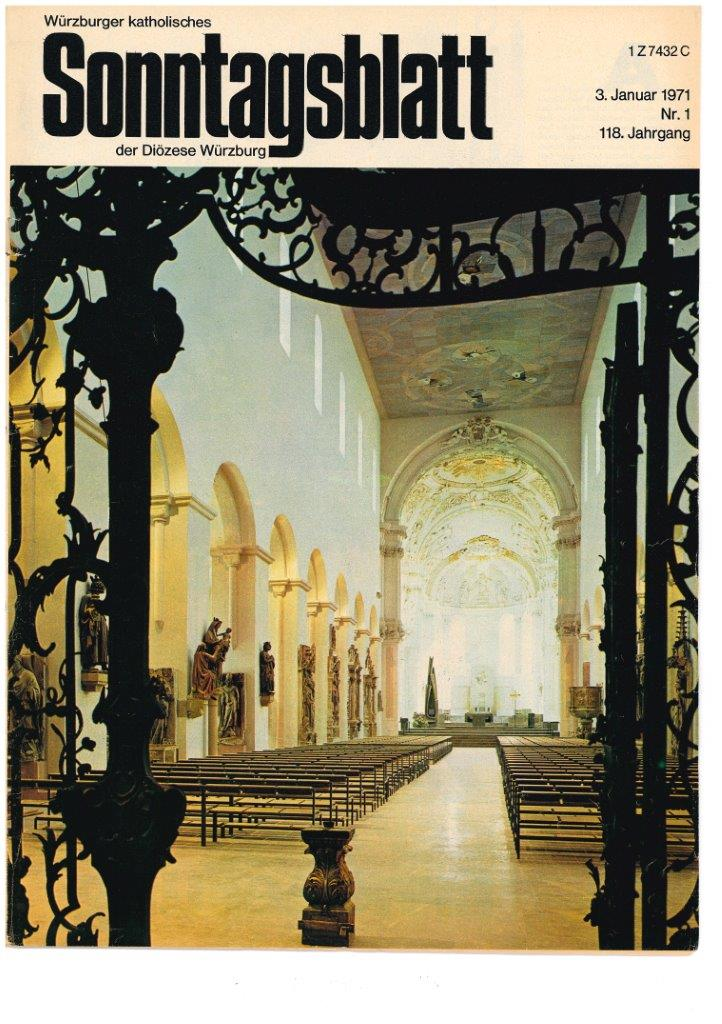
Ausgabe vom 3. Januar 1971
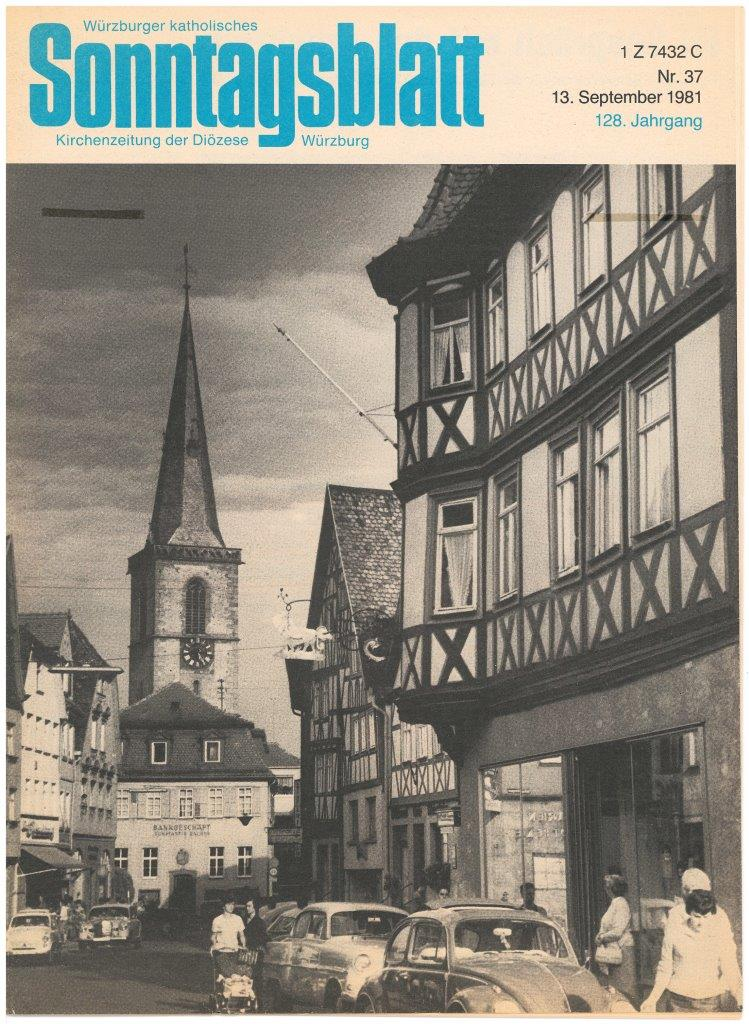
Ausgabe vom 13. September 1981
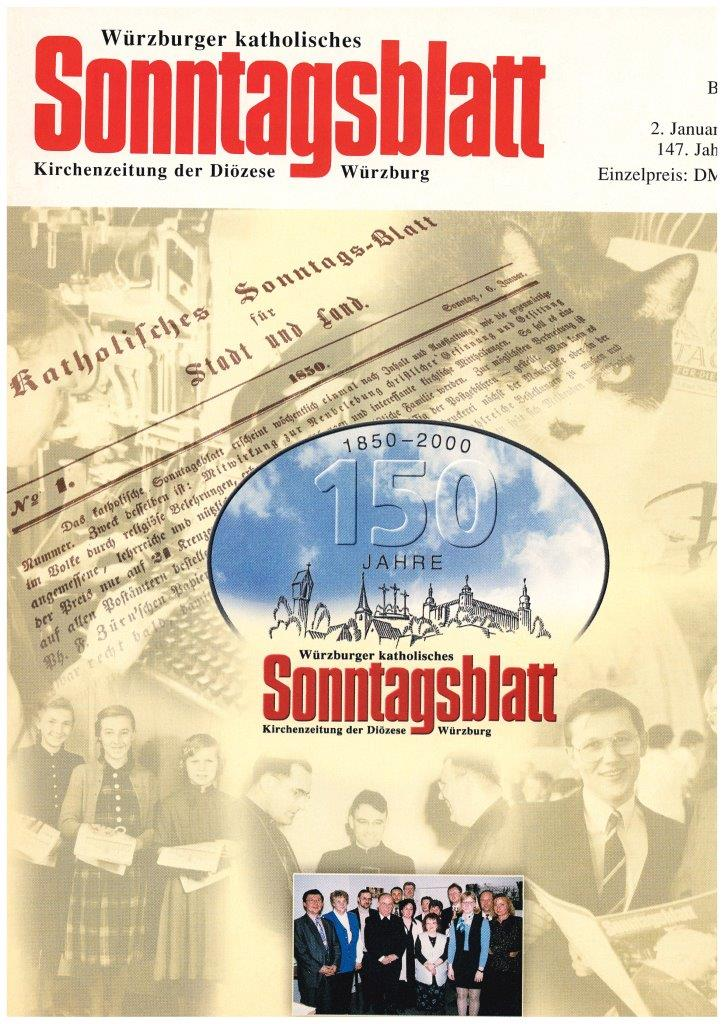
Ausgabe vom 2. Januar 2000 zum 150-jährigen Bestehen
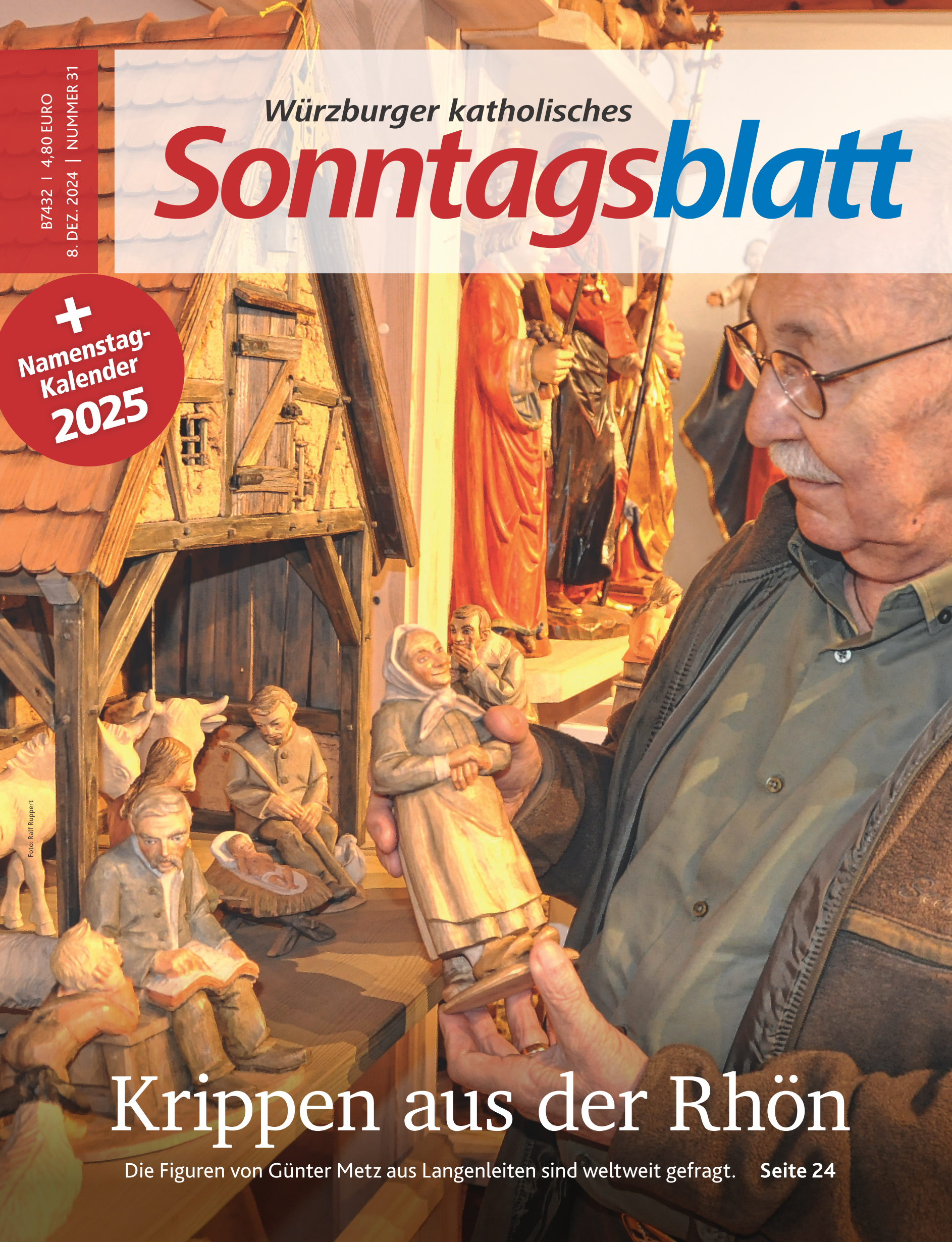
Ausgabe vom 8. Dezember 2024

### Umstellung 2024
Im Frühjahr 2024 stellte das Ordinariat auf ein 14-täglich erscheinendes Magazin in Kooperation mit 14 weiteren deutschen Bistümern um.

### 175. Jubiläum
Am 26. Juni 2025 feierte das Würzburger katholische Sonntagsblatt sein 175. Jubiläum. Gefeiert wurde mit einem Gottesdienst und einem Festakt in der Jugendkirche im Würzburger Kilianeum. Im Anschluss gab es bei Speisen und Getränken im Innenhof und ehemaligen Café Dom@in Gelegenheit zum Austausch. Eine Ausstellung informierte ausführlich über die Geschichte des Sonntagsblatts.